# 西南千斤藤
西南千斤藤（学名：Stephania subpeltata）是防已科千金藤属的植物，为中国的特有植物。分布在中国大陆的四川、广西、云南等地，生长于海拔1,700米至2,700米的地区，常生于灌丛中，目前尚未由人工引种栽培。